# Neopaxillus reticulatus
Neopaxillus reticulatus är en svampart som först beskrevs av Petch, och fick sitt nu gällande namn av David Norman Pegler 1986. Neopaxillus reticulatus ingår i släktet Neopaxillus och familjen Serpulaceae.   Inga underarter finns listade i Catalogue of Life.